# Rhizopogon parasiticus
Rhizopogon parasiticus är en svampart som beskrevs av Coker & Totten 1923. Rhizopogon parasiticus ingår i släktet Rhizopogon och familjen hartryfflar.   Inga underarter finns listade i Catalogue of Life.